# Андерсон (гурт)
«Андерсон» — український рок-гурт, створений 2001 року у Києві.

## Історія
Одразу після свого створення гурт потрапив у фінал фестивалю «Подих», отримавши у подарунок запис на студії «Династія», де було записано перші версії «Сам на сам» і «Невблаганна». Проаналізувавши запис, музиканти вирішили допрацювати музичний стиль гурту.
В 2004 році гурт взяв участь в фестивалі Global Battle Of The Bands, зайнявши друге місце.
2006 року гурт почав запис першого альбому «Словозброя» на студії «Britrecords». У підтримку альбому було знято два відеокліпи на пісні «Сам на сам» та «Словозброя». Альбом вийшов на лейблі «НМК» 
2009 року гурт почав запис другого альбому «Життя». 2010 року всі записані треки було втрачено з технічних причин, тому після перезапису альбом вийшов в 2011 році. Під час запису гурт покинув бас-гітарист Влад Зелінський, але його замінив Андрій Шаманов і хлопці вирушили в міні-тур на підтримку нової платівки.
За два роки гурт почав запис третього альбому, який вийшов навесні 2014 року. Альбом «Серцебиття» віддзеркалював, зміни які проходили у країні.
В 2015 році у житті гурту відбулись великі зміни — гурт покинув бас-гітарист Андрій, а вокаліста Руслана призвали до лав збройних сил України. За рік гурт зібрався знову і записав EP «Нова Українська Готика» (2017) в який увійшло 3 нових пісні.
Наразі гурт працює над новим EP реліз якого запланований на 2018 рік. 

## Дискографія

### Студійні альбоми
- «Словозброя» (2008)
- «Життя» (2011)
- «Серцебиття» (2014)

### EP
- «Нова Українська Готика» (2017)

## Відеокліпи
1. 2007 — «Сам на сам» [4]
2. 2008 — «Словозброя» [5]
3. 2018 — «Роботи» [6]
4. 2020 — «Щем» [7]